# Islandslav
Islandslav (Cetraria islandica) är en bladlav  som finns i bergiga regioner över hela norra delen av världen. Islandslaven är en av Sveriges vanligaste, markväxande busklavar. Islandslav påträffas vanligen i hällmarkstallskog, ofta tillsammans med renlavar men den går också långt upp i skoglösa fjällmarker. Även om den varierar en hel del till form och färg är islandslav lätt att känna igen på sina bruna, platta lober, till skillnad från de grå eller gulgröna, trinda grenarna hos renlavarna. Beståndet anses ligger inom intervallet för kategorin Livskraftig (LC). Islandslav ingår i släktet Cetraria, och familjen Parmeliaceae.

## Synonymer
- Liechen islandicus L.

- Lebaria islandica Hoffm.

- Physcia islandica D.C.

- Äldre svenska namn för laven är  Islandsmossa, Hedelav, Hedemossa [5].

## Beskrivning

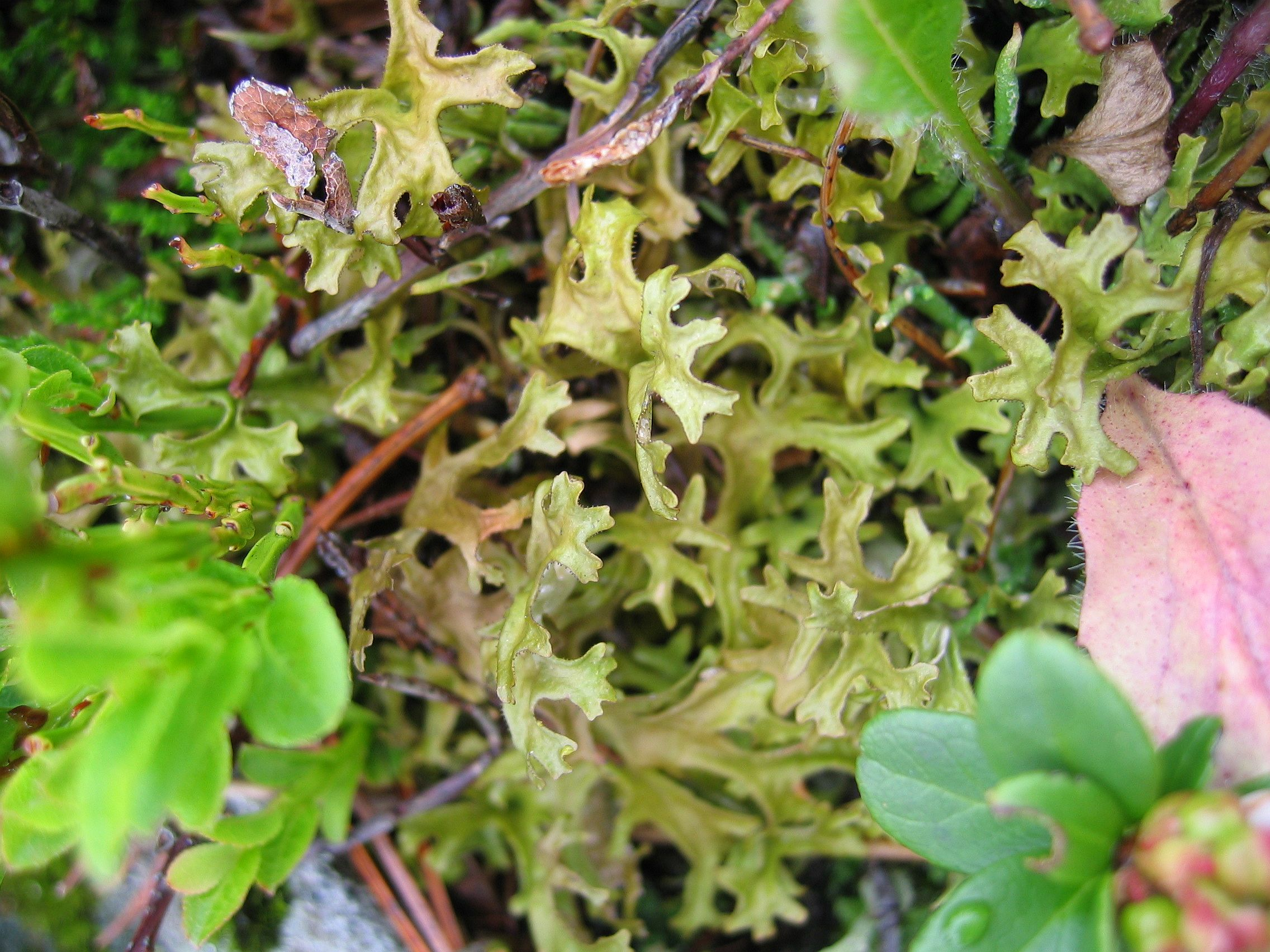
Islandslav

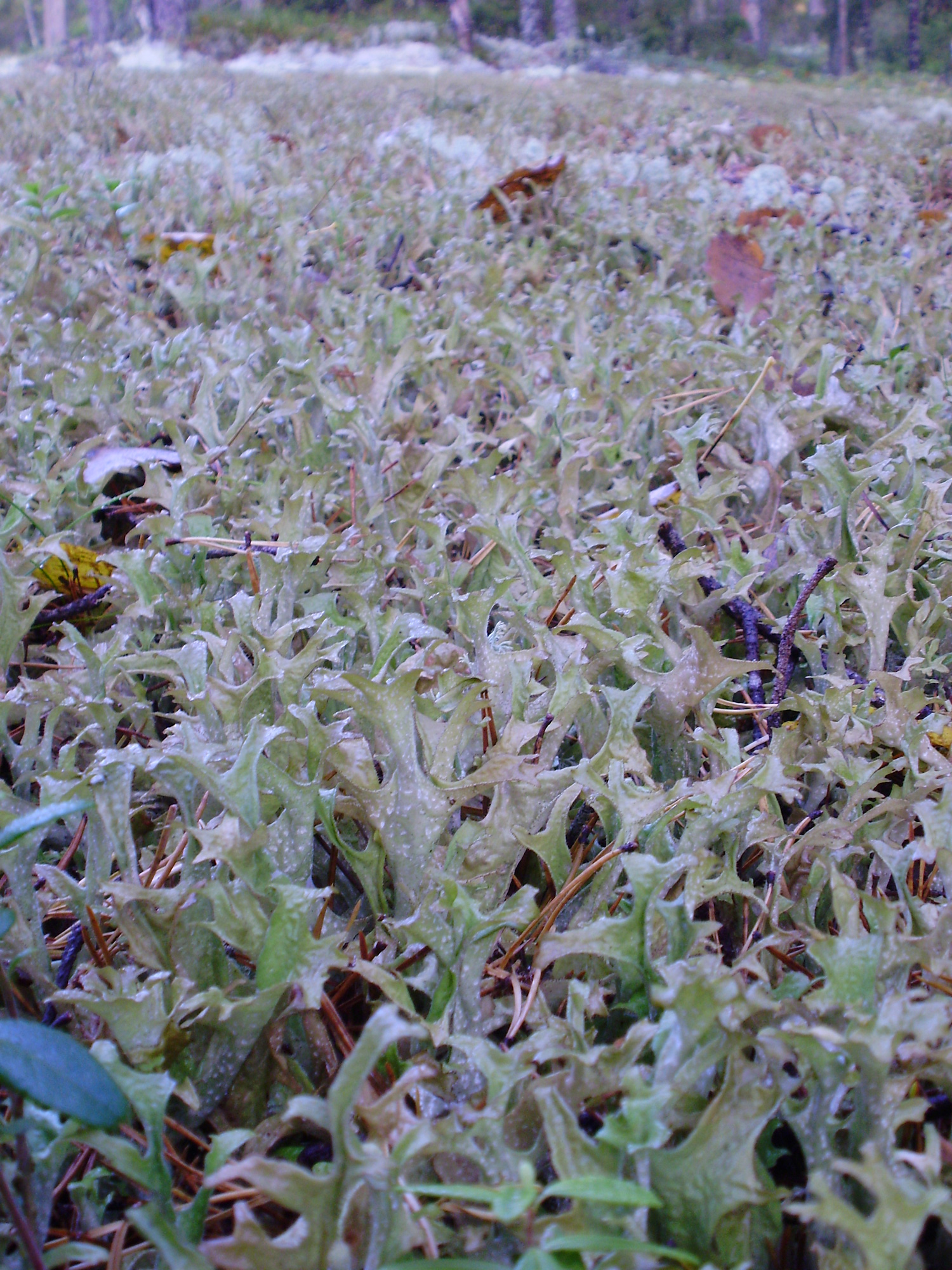
Matta av tuvor

Islandslav är en lav. Till skillnad från andra grupper är inte lavar egna organismer utan varje ”art” är ett samhälle bestående av åtminstone en sporsäckssvamp, en eller flera grönalger och/eller cyanobakterier, en mängd bakterier och i många fall också en eller flera basidiesvampar. I många fall, till exempel inom blomsterhandeln, kallas islandslav dock för olika varianter av mossa, men det är tveklöst oriktigt. Misstaget begås även i andra språk än svenska. Mossor är botaniskt något helt annat än lavar.
Islandslav växer löst tuvad. Bålen är spretig och har hår i kanterna. Färgen är grön, men solbelysta delar blir rödaktiga. Undersidan har vita fläckar där märgen syns. I fuktigt tillstånd är laven mjuk, och har då viss likhet med krussallad. Som torr blir den spröd, och färgen bleknar.

## Användning och förtäring
Islandslav är ätlig med högt näringsinnehåll, men innehåller lavsyror som gör den besk, om inte dessa ämnen lakas ut. Det är en långsam process. Följande metoder kan tillämpas:
| * Blötläggning i kallt, rent vatten | 20 timmar  |
| (hjälper bara delvis)               |            |
| * Blötläggning i kall lut           | 8 timmar   |
| * Sjudning i rent vatten            | 2 timmar   |
| * Kokning i lut                     | 20 minuter |

Efter behandling med lut måste laven sköljas grundligt i vatten. (Jämför lutfisk.) Luten tillreddes traditionellt av björkaska från spisen (pottaska), men modernare kan man använda natriumkarbonat (soda), Na2CO3, kaliumkarbonat, K2CO3 köpt i färghandeln eller kokbokens "bikarbonat" (egentligen natriumvätekarbonat, NaHCO3)
Lavsyrorna i islandslav anges ibland som giftiga, men inte akut och ger på sin höjd illamående, diarré och irritation på magslemhinnan. Beskt avkok på islandslav har använts som slemlösande medel vid rethosta och slem i halsen i samband med förkylningar. Avkoket smakar väldigt illa, kan vara giftigt och har som sagt bieffekter. Inga vetenskapliga studier verkar finnas som visar att avkok på islandslav verkligen fungerar som slemlösande. Användandet verkar vara bakgrunden till det norska namnet brestemose, dvs. "bröstmossa". Sannolikt är detta även orsaken till det tyska namnet Blutlungenmoss, dvs. "blod-lungs-mossa".

### Näringsinnehåll
- Färsk lav ca 67 % vatten och C-vitamin (askorbinsyra) 0,8 mg/hg
- Låga halter av liptider, proteiner, mineraler
- Lavsyror: fumarprotocetrarsyra, alloprotocetrarsyra, usninsyra, protolichesterinsyra, cetrarsyra.[9]
- Kan från omgivningen koncentrera bly, kadmium och kvicksilver med en benägenhet som är 300 gånger större än för råg. Lavar är också kända för att ta upp isotoper av till exempel strontium och cesium från radioaktivt nedfall.

### Färglav
Islandslav går också att utnyttja som färglav. Westring skriver i sin bok Svenska lafvarnas färghistoria från 1805 om detta: "Färgkonsten kan draga mycken nytta av denna laf, i synnerhet till bottenfärger för grönt och blått; ty den sätter en fast grundfärg på godset. Den är ett sjelfständigt färgstoft, som genom beredning kan göras ännu fullkomligare. Färgämnet utdrages lätt, och man får i synnerhet bruna färger af flerahanda nyanser, som äro rätt vackra och moderna".

## Namn på främmande språk[11]
En del av namnen antyder växtens användning som medicinalväxt.
| Brasilianska | Musgo-da-islândia |
| Danska       | Islands mos, Islands lav, Islandslav |
| Engelska     | Island Lichen, Iceland Moss, Moss Islandic |
| Finska       | Islanninjäkälä |
| Franska      | Lichen d'islande, Lichene d'Islande, Mousse d'Islande |
| Isländska    | Fjallagras, Fjallagrös |
| Nederländska | Ĳslands mos, Ĳslandse kers |
| Norska       | Brestemose, Brødlav, Brødmose, Dravlemose, Fiskemose, Grisemose, Islandsk lav, Islandslav, Matmose, Ælsnæver, Øreslav                                                                                         |
| Polska       | Płucnica islandzka |
| Slovakiska   | Islandski lišaj |
| Spanska      | Liquen de Islandia |
| Tyska        | Berggraupen, Blutlungenmoss, Brockenmoos, Brockenmoss, Fiebermoss, Heideflechte, Hirschhornflechte, Islandmoos, Isländische Flechte, Isländisches Moos, Natzegge, Purgiermoos, Raspel, Reniterflechte, Rispel |